# 1985年日內瓦峰會
1985年日内瓦峰会是冷战时期美蘇兩國在瑞士日内瓦举行的会议。1985年11月19日至20日，美国总统罗纳德·里根与苏联总书记米哈伊尔·戈尔巴乔夫举行了会谈。這是两位领导人首次会晤，他們就国际外交关系和军备竞赛问题交換意見。